# Dicranomyia (Dicranomyia) ypsilon
Dicranomyia (Dicranomyia) ypsilon is een tweevleugelige uit de familie steltmuggen (Limoniidae). De soort komt voor in het Nearctisch gebied.